# Khaganat Kimek
743–1220
Entités suivantes :
- Empire mongol

Le Khaganat puis Khanat Kimek (Turcique : Kimek Hanlığı), est un khaganat (empire) turc de 743 à 1050, puis un khanat (royaume) turc, jusqu'en 1220, lors de sa conquête par les Mongols.
Constitué de sept tribus, cette confédération s'est étendue à son apogée des montagnes de l'Altaï et de la rivière Irtych à l'est, jusqu'aux steppes pontiques à l'ouest. L'influence du Khaganat décline au XIe siècle sous la pression des migrations massives et de l'expansion des tribus mongoles qui précèdent les invasions.

## Histoire

### Origine
On connaît assez peu sur le peuple Kimek et les sources sont souvent conflictuelles.
Minorsky propose que le nom Kīmāk (prononcé Kimäk) dérive de Iki-Imäk, « les deux Imäk », se référant probablement aux deux premiers clans (Īmī et Īmāk) de la fédération. Mahmud al-Kashgari ne mentionne aucun Kimek, mais des Yamāk ; Kashgari a en outre fait remarquer que les Kara-Khanides comme lui considèrent les Yemeks comme « une tribu des Kipchaks », bien que les Kipchaks contemporains se considèraient comme une tribu différente ,,. L'ethnonyme Yemäk pourrait avoir été transcrit au milieu du VIIe siècle par des auteurs chinois sous la forme 鹽莫Yánmò  faisant référence à un groupe Tiele qui habite initialement le nord-ouest de la Mongolie avant de migrer vers le nord des monts Altaï et la zone d'Irtych. L'identification de l'origine exacte des Kimeks, et de leurs liens aux différentes tribus de leur Khanat, formé sous forme de confédération de sept tribus, sont encore très incertains.

### Khanat Kimek
La confédération Kimek est née d'une union tribale de sept tribus ou clans. Ces tribus sont originaires des steppes de l'est de l'Asie centrale. La plupart d'entre elles migrent vers l'actuel Kazakhstan après la destruction du Khaganat ouïghour (840). Le Khanat Kimek est formé à la fin du IXe siècle et au début du Xe siècle, composé de domaines tribaux, dirigés par un khagan qui est le chef suprême des sujets. Abu Said Gardezi (mort en 1061) écrit que la confédération incorpore : les Yemeks, les Kipchaks, les Eymür, les Tatars, les Bayandur, les Lanikaz et les Ajlad. À son apogée, le Khaganat compte 12 tribus nucléaires, s'étendant de la rivière Irtych et des montagnes de l'Altaï à l'est jusqu'à la steppe de la mer Noire à l'ouest, dans les franges de la taïga au nord et vers le sud jusqu'à la steppe désertique. Après leur déclin, les Kimek orientaux (Jetyssou) se retirent dans la région supérieure de l'Irtych, et les Kipchak-Kimaks occidentaux s'installèrent dans les steppes pontiques du Nord.
Les Kimeks sont gouvernés par un Kagan sans lien avec la dynastie Ashina. Aux Xe et XIe siècles, le clan régnant est celui des Tatars. Plus tard, ils semblent gouvernés par le clan Ilbari.

### Déclin
La chute du Khaganat Kimek au milieu du XIe siècle est principalement causée par des facteurs externes dus aux flux migratoires élevés. Ces mouvements destabilisent la confédération au point que les tribus Kipchaks forment une nouvelle confédération avec les Coumans. Les Naïmans, forcent le Khaganat à se replier vers l'ouest. À partir du milieu du XIIe siècle, les tribus mongoles prédominaient sur presque tout le territoire de la Mongolie moderne. Au XIIIe siècle, les vestiges du Khanat de Kimak sont conquis par les Mongols et ses terres sont attribuées à Jochi qui forme la Horde d'Or.